# Arkansas durant la guerre de Sécession
L,Arkansas durant la guerre de Sécession fait partie des États confédérés d'Amérique. En 1861, il vote d'abord pour rester dans l'Union. Mais après l'appel de Lincoln à la mobilisation de troupes de chaque État de l'Union afin de réprimer la rébellion, à la suite de la capture de fort Sumter, il fait sécession et joue ensuite un rôle majeur dans le contrôle du Mississippi et des États voisins.
L'Arkansas lève 48 régiments d'infanterie pour la Confédération, servant principalement sur le théâtre occidental, bien que le 3rd Arkansas serve avec distinction dans l'armée de Virginie du Nord. Le major général Patrick Cleburne est le chef militaire le plus notable de l'État. L'État fournit également quelques régiments unionistes, qui sont principalement utilisés pour des patrouilles anti-guérillas.
La bataille de Pea Ridge, en mars 1862 assure l'Union du contrôle du nord de l'Arkansas. Little Rock est capturé en 1863. Des programmes tels que la conscription, les impôts élevés, et la loi martiale conduisent à une baisse de l'enthousiasme pour la cause confédérée. L'État est réadmis dans l'Union en 1868.

## Contexte
L'Arkansas est devenu le 25e État des États-Unis le 15 juin 1836. Il s'agit d'un État esclavagiste. Avant la guerre de sécession, l'Arkansas est encore sauvage dans la plupart des régions, rurales et faiblement peuplées. En conséquence, il n'a pas d'importance militaire lorsque les premiers États du Sud commencent à déclarer la sécession de l'Union. Les forces de la milice de l'État saisissent l'arsenal fédéral de Little Rock avant que l'Arkansas vote effectivement la sécession. La petite garnison fédérale est forcée d'évacuer après la demande du gouverneur de l'Arkansas Henry M. Rector de remise de l'arsenal à l'autorité de l'État. Au début de 1861, la population de l'Arkansas, à l'instar de plusieurs États de la partie supérieure du Sud, n'est pas désireuse de faire sécession dans l'ensemble, mais elle s'oppose aussi à la contrainte fédérale face à la sécession des États. Cela est démontré par les résultats du référendum de la convention de l'État en février 1861[réf. nécessaire]. Le référendum passe, mais la majorité des délégués sont des élus unionistes sous conditions, plutôt que simplement sécessionnistes. Cela change après l'attaque par la Confédération du fort Sumter en Caroline du Sud, et l'appel du président Abraham Lincoln à la levée de troupes afin de mater la rébellion. Le mouvement vers une guerre ouverte retourne l'opinion publique vers le camp sécessionniste[réf. nécessaire]. L'Arkansas déclare son indépendance de l'Union le 6 mai 1861. Il est le neuvième des onze États esclavagistes à  rejoindre à la Confédération.

## Sécession
Lors de la convention de sécession de l'Arkansas en mars 1861, Henry M. Rector, le gouverneur de l'Arkansas, inaugure la convention dans un discours exhortant l'extension de l'esclavage :

« Le domaine de l'esclavage doit être étendu en corrélation avec son antagonisme, ou il sera mis rapidement en voie de disparition ultime. L'extension de l'esclavage est le point vital de toute la controverse entre le Nord et le Sud. Les amendements à la Constitution fédérale sont incités par certains comme une panacée pour tous les maux qui nous assaillent. Cet instrument est largement suffisant pour protéger les droits du Sud, s'il était seulement appliqué. Le Sud veut des preuves concrètes de la bonne foi du Nord, et non des simples accords et compromis sur le papier. Ils croient que l'esclavage est un péché, nous ne le croyons pas, et c'est là le problème »

— Henry Massey Rector, Arkansas Secession Convention (March 2, 1861).
La convention de sécession de l'Arkansas adopte plusieurs résolutions en expliquant pourquoi l'État déclare la sécession. Elles affirment que « l'hostilité à l'institution de l'esclavage africain » de la part des États libres est la raison principale pour laquelle l'État déclare qu'il fait sécession des États-Unis. Elle déclare également que les États libres soutiennent « l'égalité avec les nègres », ce à quoi l'Arkansas est opposé, en est une autre raison.
Trois ans plus tard, un homme de l'Arkansas soutient le point de vue de la convention de sécession au regard de l'esclavage, en indiquant que si l'Union devait gagner la guerre, sa « sœur, son épouse et sa mère seraient livrées à l'étreinte de leurs serviteurs noirs actuels ».

## Unités confédérés de l'Arkansas
L'Arkansas forme quelque 48 régiments d'infanterie pour l'armée confédérés, en plus de nombreuses unités de cavalerie et de batterie d'artillerie pour servir au sein de l'armée confédérée. Le 1st Arkansas Mounted Rifles (en), et les 1st (en), 4th (en) et 6th Arkansas Infantry Regiments (en) participeront à beaucoup d'actions, en faisant partie de l'armée du Tennessee du major général Braxton Bragg. Y compris ceux mentionnés ci-dessus, tous les régiments d'infanterie sauf un et toutes les unités de cavalerie et d'artillerie servent au cours de la guerre dans ce qui est connu comme le « théâtre occidental », où il y a peu de batailles de qui ont été à l'échelle de celles du « théâtre oriental ». Un régiment d'infanterie, le 3rd Arkansas, sert dans l'Est pendant la durée de la guerre, la rendant ainsi l'unité militaire confédérée la plus célèbre de l'État. Attaché à l'armée de Virginie du Nord du général Robert E. Lee, le 3rd Arkansas prendra part à presque toutes les grandes batailles de l'Est, Seven Pines, des Sept Jours, Harpers Ferry, Antietam, Fredericksburg, Gettysburg, Chickamauga, Wilderness, et à la campagne d'Appomattox,.
Bien que l'Arkansas soit du côté de la Confédération en tant qu'État, tous les Arkansans ne soutiennent pas la cause de la Confédération. Débutant avec la chute de Little Rock face aux forces de l'Union, en 1863, des Arkansans soutenant l'Union forment quelque onze régiments d'infanterie, quatre régiments de cavalerie, et deux batteries d'artillerie pour servir dans l'armée de l'Union. Aucun de ceux-ci ne participent à des actions lourdes de combat, et quelques-uns prennent part à de grandes batailles. Ils servent principalement comme forces anti-guérilla, patrouillant dans les zones qui ont une activité confédérée de guérilla importante. Un autre événement important provoqué par la chute de Little Rock est le déplacement de la capitale de l'État. Initialement, les responsables du gouvernement de l'État déplacent les bureaux de la capitale à Arkadelphia, Arkansas, mais ils n'y restent que peu de temps seulement, partant plus profondément dans le territoire occupé par les confédérés, Washington, Arkansas, où ils restent pour le reste de la guerre.
D'ici à la fin de la guerre, de nombreux régiments de l'Arkansas servent dans l'armée du Tennessee de Bragg, et la plupart sont avec cette armée, quand elle se rend le 26 avril 1865, à Greensboro en Caroline du Nord.

## Commandants de l'Arkansas notables
Les Arkansans célèbres pendant la guerre de Sécession comprennent le major-général confédéré Patrick Cleburne. Considéré par beaucoup comme l'un des plus brillants commandants de division confédéré de la guerre, Cleburne est souvent désigné comme le « Stonewall de l'Ouest ». On remarque également le major général Thomas C. Hindman, un ancien représentant des États-Unis, qui commande les forces confédérées à la bataille de Cane Hill et à la bataille de Prairie Grove. Le brigadier général Albert Rust, par le biais de son influence politique, contribue à former le 3rd Arkansas Infantry Regiment, et jusqu'à sa promotion au grade de général, il commande le régiment. Plus tard, il commande des forces à la bataille de Pea Ridge et à la bataille de Shiloh, servant en fin de compte aux côtés du général Sterling Price. Le colonel Van H. Manning prend le commandement du 3rd Arkansas à la suite de la promotion de Rust, et est félicité pour son courage lors de plusieurs engagements, notamment à Devil's Den au cours de la bataille de Gettysburg.

## Campagnes majeures
Les troupes de l'État de l'Arkansas fournissent l'essentiel des forces pour la seconde grande bataille de la guerre de Sécession, la bataille de Wilson's Creek , dans le sud-est du Missouri. Bien que cette première grande bataille sur le théâtre occidental est une victoire pour les forces sudistes, les forces de l'Arkansas se retirent de l'Arkansas et à la suite d'un litige concernant le transfert vers l'autorité de la Confédération, sont dissoutes. Les forces confédérées restantes de l'Arkansas sont transférées à l'est du fleuve Mississippi à l'automne de 1861, et passent le reste de la guerre à servir sur ce théâtre. Beaucoup de ces unités sont finalement affectées à la division de Patrick Cleburne au sein de l'armée du Tennessee confédérée et les restes se rendent avec cette armée, en Caroline du Nord à la fin de la guerre.
Le général Earl Van Dorn est envoyé en Arkansas au début de 1862, pour construire une nouvelle force. Après un appel à la mobilisation de nouvelles compagnies par le gouverneur Rector, le général Van Dorn mène sa nouvelle armée de l'Ouest, au cours de la bataille de Pea Ridge, du 6 au 8 mars 1862. Cette bataille est une défaite pour les forces sudistes et conduit à la perte du nord-ouest de l'Arkansas. Immédiatement après la bataille de Pea Ridge, le général Van Dorn reçoit l'ordre de transférer ses troupes à l'est du fleuve Mississippi pour renforcer les forces de la Confédération dans le nord du Mississippi, près de Corinth. Les forces de Van Dorn, sont fortement engagées dans des opérations autour de Corinth, à l'été et l'automne de 1862. La brigade du brigadier-général Evander McNair (en) de l'armée de l'Ouest finit par s'auto-affecter à l'armée du Tennessee confédérées et ses restes se rendant finalement avec cette armée en Caroline du Nord à la fin de la guerre. D'autres parties de l'armée de l'Ouest et plusieurs régiments de l'Arkansas, qui ont déjà servi à fort Donaldson et de l'Île n°10, se retrouvent piégés lors du siège de Vicksburg et du siège de Port Hudson, à l'été 1863.
En avril 1862, lorsque le général Van Dorn quitte l'état, le brigadier général Roane refuse d'aller avec Van Dorn parce que Roane croit que les troupes de l'Arkansas doivent être laissées pour défendre leur état. Van Dorn détache Roane et lui laisse le commandement de toutes les forces militaires dans l'Arkansas, mais laisse Roane pratiquement sans forces organisées pour défendre l'État.
Le général Roane approche le gouverneur Henry M. le Rector, pour obtenir de l'aide pour lever de nouvelles forces. Le gouverneur Rector dit au général Roane d'arrêter toutes les troupes passant dans l'État et de les utiliser pour la défense de l'État. Il y avait quatre compagnies du 12th Texas Cavalry à Pine Bluff à ce moment qui attendent sur un bateau à vapeur pour se rendre à Memphis où leur colonel, Parsons, les attend avec les deux compagnies du régiment qui sont en route pour rejoindre Van Dorn à Corinth, Mississippi selon les ordres de Van Dorn. Le reste du 12th Texas Cavalry est à Little Rock et à Benton se dirigeant vers Pine Bluff pour le transport.
Le 1er mai 1862, le gouverneur Rector, pressentant que l'armée de l'Union du général Samuel Curtis est sur le chemin pour capturer Little Rock, abandonne Little Rock et déplace le gouvernement de l'État à Hot Springs, Arkansas. Pendant les trois premières semaines de mai 1862, il n'y a pas d'armée ou du gouvernement de l'État à Little Rock. Le général Roane part pour Pine Bluff et demande de l'aide au major général James Yell, commandant la milice de l'État de l'Arkansas, et commence à recruter pour une nouvelle armée du sud-ouest dans le département de l'Arkansas. Le général Yell est un avocat de « la défense des États en premier » et prête son pouvoir pour aider Roane auprès du sénateur de l'État confédéré de l'Arkansas, Robert Johnson, également présent à Pine Bluff. Ces trois hommes forment l'épine dorsale de la nouvelle reconstitution de l'armée du département du trans-Mississippi. Le gouverneur Rector dans l'intervalle envoie des dépêches au président Jefferson Davis menaçant de faire sécession de la Confédération, sauf s'il lui envoie une sorte de soutien. La réponse de Davis arrive sous la forme de la forme du CSS Pontchartrain et du CSS Maurepas qui sont envoyés à Little Rock. Le gouvernement de l'État ne retourne pas à Little Rock jusqu'à ce que le Pontchartrain arrive et une semaine plus tard le major général Thomas C. Hindman arrive pour prendre le commandement de Roane, et ordonne à toutes les troupes à Pine Bluff de partir pour Little Rock.
Le général Hindman est envoyé pour prendre le commandement de ce qui est désigné comme le département confédéré du trans-Mississippi. Par le biais de l'application rigoureuse de la nouvelle loi de conscription confédérée, Hindman est en mesure de lever une nouvelle armée dans l'Arkansas. Les forces de l'Union menacent le capitole de l'État de Little Rock, dans l'été de 1862, mais s'installent pour occuper la ville d'Helena et la transformer en un important centre logistique.
Le général Hindman envoie de nombreuses demandes pour le retour d'armes à travers le fleuve Mississippi. De nombreuses armes sont transférées vers le district du trans-Mississippi en provenance de Vicksburg dans ce qui est devient connu comme la « Fairplay Affair ». Une expédition de 11 000 armes arrivent à Pine Bluff de Vicksburg en passant par Monroe, Louisiane. sur une expédition de 18 000 qui sont envoyées. 5 000 des 18 000 armes sont capturées sur le bateau à vapeur Fair-Play par l'Union et de 2 500 d'entre elles sont envoyées à l'armée du général Richard Taylor en Louisiane. Ces armes proviennent des arsenaux des états confédérés orientaux qui ont été renvoyés dans les arsenaux de l'État alors que les Confédérés se ré-équipent avec les meilleures armes capturées à l'Union. Ces armes sont des armes hors d'âge et inutilisables en provenance de divers arsenaux qui ont été renvoyées dans les arsenaux après le ré-équipement des armées confédérées à l'est du Mississippi par le « quartier maître du champ de bataille » de la bataille des Sept Jours, de la seconde bataille de Bull Run et de la bataille d'Harpers Ferry.
Arkansas vote d'abord pour rester dans l'Union. Mais après l'appel de Lincoln à des troupes de chaque État de l'Union pour réprimer la rébellion, à la suite de la capture de fort Sumter, il fait sécession et joue ensuite un rôle majeur dans le contrôle du Mississippi et des États voisins.
Les tactiques agressives du général Hindman aboutissent à des plaintes selon lesquelles il fait régner la loi martiale, ce qui amène le gouvernement confédéré à envoyer le général Theophilus H. Holmes prendre le commandement du nouveau département du trans-Mississippi. Le général Hindman reste au commandement du I corps de l'armée du trans-Mississippi. Hindman mène cette nouvelle force, composée en grande partie de conscrits, dans une tentative de dégager le nord-ouest de l'Arkansas des forces de l'Union. L'offensive prend fin avec la défaite à la bataille de Prairie Grove dans le nord-ouest de l'Arkansas le 7 décembre 1862.
Lorsque la proclamation d'Émancipation entre en vigueur le 1er janvier 1863, les forces de l'Union occupent le nord-ouest de l'Arkansas. Les commandants locaux de l'Union, qui appliquent de façon agressive la loi de confiscation (en) pour accorder la liberté aux esclaves des propriétaires rebelles, mettent la proclamation en vigueur immédiatement, libérant beaucoup d'esclaves dans la région.
Le général Hindman est transféré à l'est du Mississippi dans l'armée du Tennessee, laissant le général Holmes et le général Price en poste dans l'Arkansas. Holmes déplace son armée à travers l'État et attaque le dépôt d'approvisionnement de l'Union à Helena dans une tentative de soulager la pression fédérale sur Vicksburg, Mississippi. L'attaque confédérée est repoussée lors de la bataille d'Helena le 3 juillet 1863.
Avec la base de l'Union à Helena maintenant sécurisée, le major général Frederick Steele décide qu'il est temps de capturer le capitole de l'État à Little Rock. Le général Price, commandant le district de l'Arkansas à la place du général Holmes, s'oppose à l'avance de Steele avec ses forces de cavalerie, tout en renforçant les approches septentrionales de la ville. Des accrochages ont lieu à Brownsville, West Point, Harrison's Landing, Reed's Bridge, et Ashley's Mills (ou Ferry Landing). Steele flanque finalement le dispositif défensif de Price en traversant la rivière Arkansas et attaquant par le côté sud de la rivière. Les forces confédérées s'opposent à cette attaque à la bataille de Bayou Fourche, près de l'actuel aéroport international « Bill et Hillary Clinton », mais en fin de compte le général Price décide d'abandonner la ville plutôt que de risquer d'être pris au piège dans une opération de siège. Les forces confédérées reculent vers le sud-ouest de l'Arkansas et un nouveau capitole confédéré de l'État est installé à Washington, Arkansas dans le comté d'Hempstead.
L'action suivante majeure dans l'Arkansas est l'expédition de Camden (23 mars - 2 mai 1864). Le major général Frederick Steele et ses troupes de l'Union stationnées à Little Rock et à fort Smith reçoivent l'ordre de marcher sur Shreveport, en Louisiane. Là, Steele est censé faire la jonction avec l'expédition fédérale amphibie séparée qui avance par la vallée de la rivière Rouge. La force combinée de l'Union doit alors fondre sur le Texas. Mais les deux pinces ne convergent jamais, et les colonnes de Steele subissent de terribles pertes lors d'une série de batailles contre les confédérés commandés par le major général Sterling Price et le général Edmund Kirby Smith lors de la bataille de Marks' Mills, la bataille Poison Spring et la bataille de Jenkins' Ferry. En fin de compte, les forces de l'Union réussissent à s'échapper et à revenir à Little Rock où en gros, ils y restent pendant toute la durée de la guerre.
La victoire des Confédérés lors la campagne de la Red River et de sa partie en Arkansas, l'expédition de Camden, ouvre une courte fenêtre d'opportunité pour les confédérés de l'Arkansas. Le général du Missouri Joseph Shelby est envoyé dans le nord-est de l'Arkansas avec sa brigade de cavalerie et commence à recruter. Tout au long de l'été de 1864, la force confédérée dans le nord-est de l'Arkansas augmente régulièrement avec beaucoup d'hommes qui ont déserté leur commandement précédent ou ont été séparés, retournant dans le service confédéré. La dernière formation des nouvelles unités confédérées se constitue pendant ce temps, avec la formation des 45th au 48th Arkansas Mounted Infantry. Plusieurs unités de l'Arkansas sont converties en infanterie montée et envoyées vers le nord-est de l'Arkansas. Shelby est finalement en mesure de sérieusement menacer les lignes de communication essentielles de l'Union le long de la rivière Arkansas entre Helena et Little Rock, et pendant un moment, il apparaît que les confédérés veulent monter une tentative sérieuse pour reprendre le capitole à Little Rock. Cependant, les autorités confédérées de Richmond font pression sur le général Kirby Smith pour qu'il envoie certaines unités d'infanterie renforcer les armées confédérées à l'est du Mississippi. Cela provoque un tollé dans les unités d'infanterie de l'Arkansas confédéré, et en guise de compromis, le général Smith approuve un plan du major-général Sterling Price pour organiser un raid à  grande échelle dans le Missouri qui pourrait coïncider avec les élections présidentielles du mois de novembre 1864. De nombreuses troupes de l'Arkansas participent à la dernière opération offensive confédérée dans le département du trans-Mississippi, lorsque le général Price conduit un grand raid de cavalerie dans le Missouri, à l'automne de 1864. À la suite de la défaite de Price à la bataille de Westport le 23 octobre 1864, la plupart des unités de cavalerie de l'Arkansas, retournent dans l'État et sont congédiées pour le reste de la guerre.
Lorsque la guerre se termine, le 3rd Arkansas Infantry Regiment se rend avec l'armée de Virginie du Nord de Lee à Appomattox, en Virginie, le 9 avril 1865. Les restes des troupes de la division de l'Arkansas du major général Patrick Cleburne se rendent avec l'armée du Tennessee à Bennett Place près de la Durham Station, en Caroline du Nord le 26 avril 1865. La Jackson Light Artillery (en) est parmi les dernières troupes de la Confédération à l'est du Mississippi à se rendre. Les restes de la Jackson Light Artillery participe à la défense de Mobile et se rend avec le département de l'Alabama, du Mississippi, et de l'Est de la Louisiane. La batterie cloue ses armes et se rend à Meridian, Mississippi, le 11 mai 1865.
Les régiments d'infanterie de l'Arkansas affectés au département du trans-Mississppi du général E. Kirby Smith se rendent le 26 mai 1865,. Lorsque le département du trans-Mississippi se rend, l'ensemble des régiments d'infanterie de l'Arkansas sont dans des camps dans et autour de Marshall, Texas, alors que l'Arkansas ravagé par la guerre n'est plus en mesure de fournir suffisamment de moyens de subsistance à l'armée. Les régiments reçoivent l'ordre de se rendre à Shreveport, en Louisiane, pour être libérés sur parole. Aucun d'entre eux ne le fait. Certains soldats se rendent à Shreveport de leur propre initiative pour être liberé sur parole, mais les régiments se dissolvent simplement sans reddition officielle. La plupart des unités de cavalerie de l'Arkansas se rendent avec le brigadier général M. Jeff Thompson, commandant le sous-district militaire du nord-est de l'Arkansas et du Missouri du sud-est. Le général Thompson accepte de rendre son commandement à Chalk Bluff, Arkansas le 11 mai 1865, et accepte que ses hommes se rassemblent à Wittsburg et Jacksonport pour déposer leurs armes et être libérés sur parole. Les unités de cavalerie capitulent formellemen et sont liberées sur parole à Wittsburg (en), le 25 mai 1865 ou à Jacksonport, le 5 juin 1865. De nombreux petits commandement se rendent dans les différents postes de l'Union, y compris à fort Smith, Pine Bluff et Little Rock, en mai et en juin 1865.
Le conseil de fort Smith (en) est une importante série de réunions tenues à fort Smith en septembre 1865, organisées par le gouvernement des États-Unis pour toutes les tribus Indiennes à l'est des Rocheuses. Le but est de discuter de l'avenir des traités et les affectations des sols à la suite de la fin de la guerre de Sécession. En vertu de la loi de reconstruction militaires, le congrès réadmet l'Arkansas, en juin 1868.

## Batailles dans l'Arkansas
Ce qui suit est une liste des batailles de la guerre de Sécession déroulées dans l'Arkansas:
| Bataille                                     | Début              | Fin                |
| -------------------------------------------- | ------------------ | ------------------ |
| Bataille de Fort Hindman                     | 9 janvier 1863     | 11 janvier 1863    |
| Action à Ashley's Station                    | 24 août 1864       | 24 août 1864       |
| Bataille de Bayou Fourche                    | 10 septembre 1863  | 10 septembre 1863  |
| Bataille de Brownsville                      | 25 août 1863       | 25 août 1863       |
| Bataille de Cane Hill                        | 28 novembre 1862   | 28 novembre 1862   |
| Bataille de Chalk Bluff                      | 1er mai 1863       | 2 mai 1863         |
| Bataille de Dardanelle                       | 14 janvier 1865    | 14 janvier 1865    |
| Bataille de Devil's Backbone                 | 1er septembre 1863 | 1er septembre 1863 |
| Bataille de Dunagin's Farm                   | 17 février 1862    | 17 février 1862    |
| Bataille d'Elkin's Ferry                     | 3 avril 1864       | 4 avril 1864       |
| Action à Fayetteville                        | 18 avril 1863      | 18 avril 1863      |
| Action à Fitzhugh's Woods                    | 1er avril 1864     | 1er avril 1864     |
| Action à Fort Smith                          | 31 juillet 1864    | 31 juillet 1864    |
| Bataille d'Helena                            | 4 juillet 1863     | 4 juillet 1863     |
| Bataille de Hill's Plantation                | 7 juillet 1862     | 7 juillet 1862     |
| Bataille d'Ivey's Ford                       | 17 janvier 1865    | 17 janvier 1865    |
| Bataille de Jenkins' Ferry                   | 30 avril 1864      | 30 avril 1864      |
| Escarmouche à Jonesboro                      | 2 août 1862        | 2 août 1862        |
| Escarmouche à L'Anguille Ferry               | 3 août 1862        | 3 août 1862        |
| Bataille de Marks' Mills                     | 25 avril 1864      | 25 avril 1864      |
| Action à Massard Prairie                     | 27 juillet 1864    | 27 juillet 1864    |
| Bataille de Mount Elba                       | 30 mars 1864       | 30 mars 1864       |
| Bataille d'Old River Lake                    | 5 juin 1864        | 6 juin 1864        |
| Bataille de Pea Ridge                        | 6 mars 1862        | 8 mars 1862        |
| Bataille de Pine Bluff                       | 25 octobre 1863    | 25 octobre 186     |
| Escarmouche à Pitman's Ferry                 | 27 octobre 1862    | 27 octobre 1862    |
| Bataille de Poison Spring                    | 18 avril 1864      | 18 avril 1864      |
| Action à Pott's Hill                         | 16 février 1862    | 16 février 1862    |
| Bataille de Prairie d'Ane                    | 9 avril 1864       | 14 avril 1864      |
| Bataille de Prairie Grove                    | 7 décembre 1862    | 7 décembre 1862    |
| Bataille de Bayou Meto                       | 27 août 1863       | 27 août 1863       |
| Bataille de Saint Charles                    | 17 juin 1862       | 17 juin 1862       |
| Bataille de Salem                            | 13 mars 1862       | 13 mars 1862       |
| Escarmouche à Taylor's Creek et Mount Vernon | 11 mai 1863        | 11 mai 1863        |
| Action à Wallace's Ferry                     | 26 juillet 1864    | 26 juillet 1864    |
| Bataille de Whitney's Lane                   | 19 mai 1862        | 19 mai 1862        |

## Personnalités notables confédérées de l'Arkansas
Les personnalités de l'Arkansas de renom pendant la guerre de Sécession comprennent le major général confédéré Patrick Cleburne. Considéré par beaucoup comme l'un des plus brillants commandants de division de la guerre, Cleburne est souvent appelé le « Stonewall de l'ouest ». Il y a aussi le major général Thomas C. Hindman, un ancien représentant des États-Unis, qui commande les forces confédérées lors de la Bataille de Cane Hill et celle de Prairie Grove.

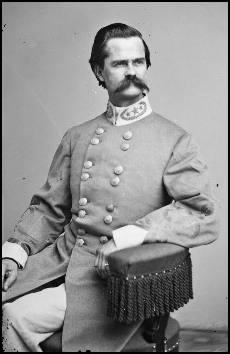
Brigadier général William N.R. Beall
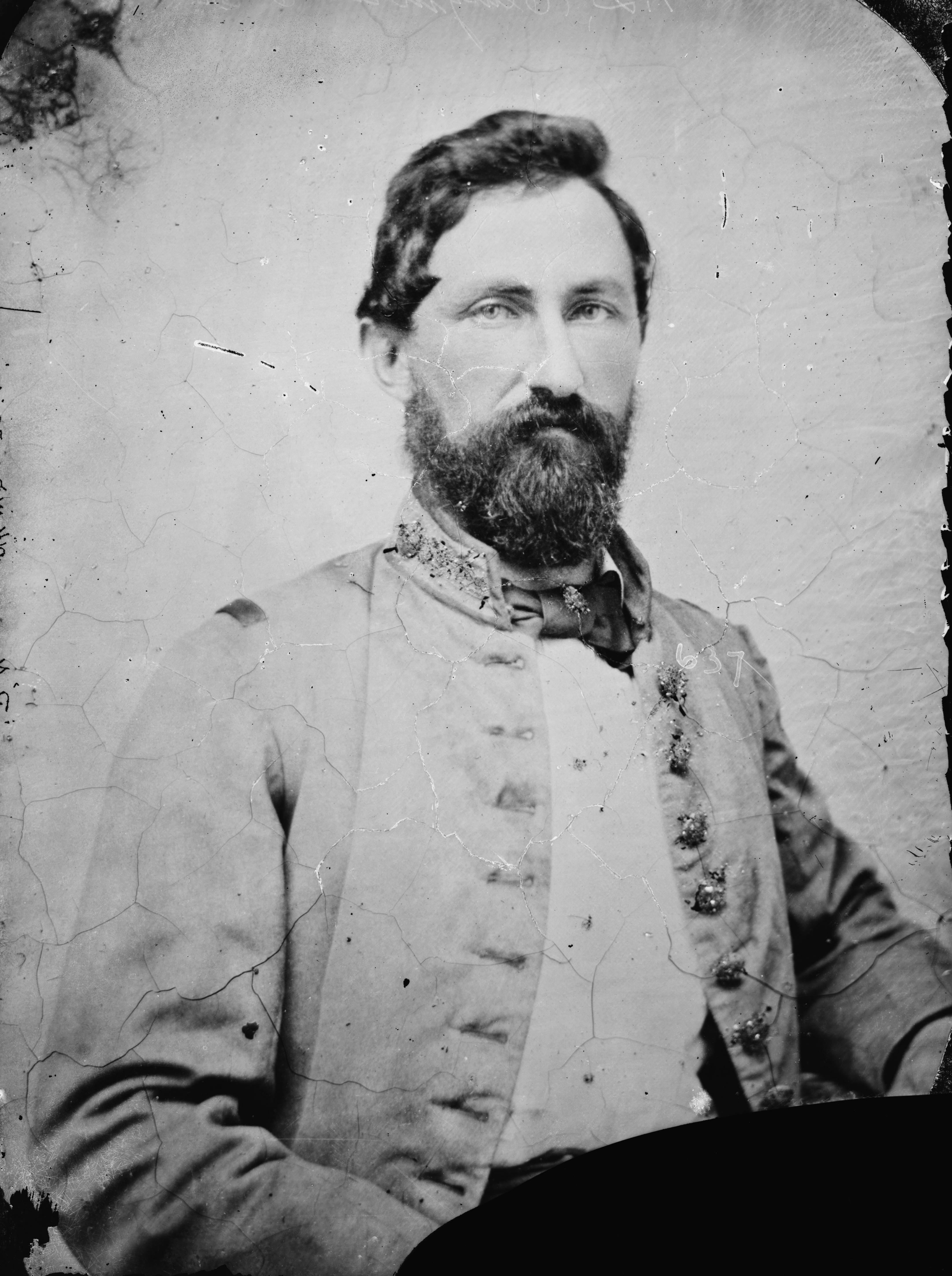
Brigadier général William L. Cabell
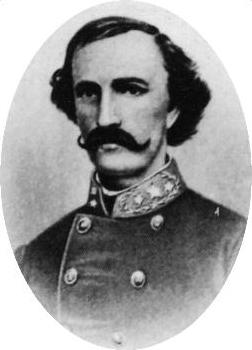
Major général Thomas J. Churchill
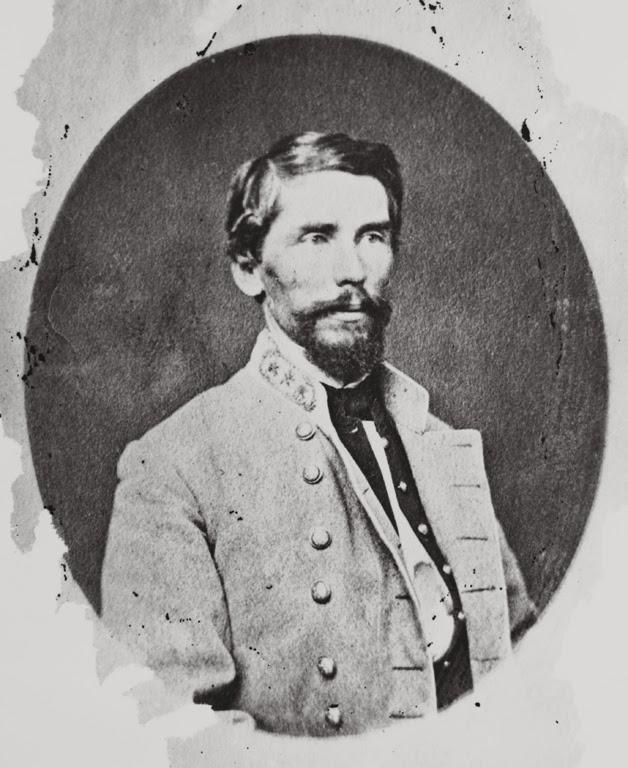
Major général Patrick Cleburne
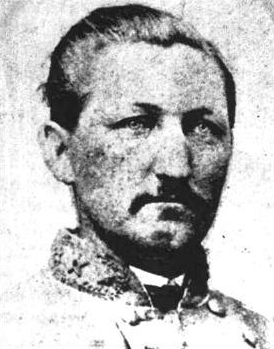
Brigadier général Thomas P, Dockery
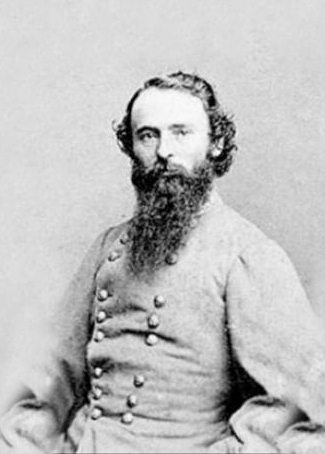
Major général James F. Fagan
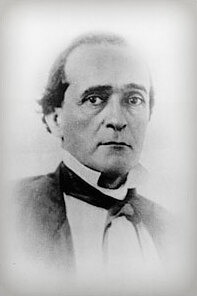
Governor Harris Flanagin
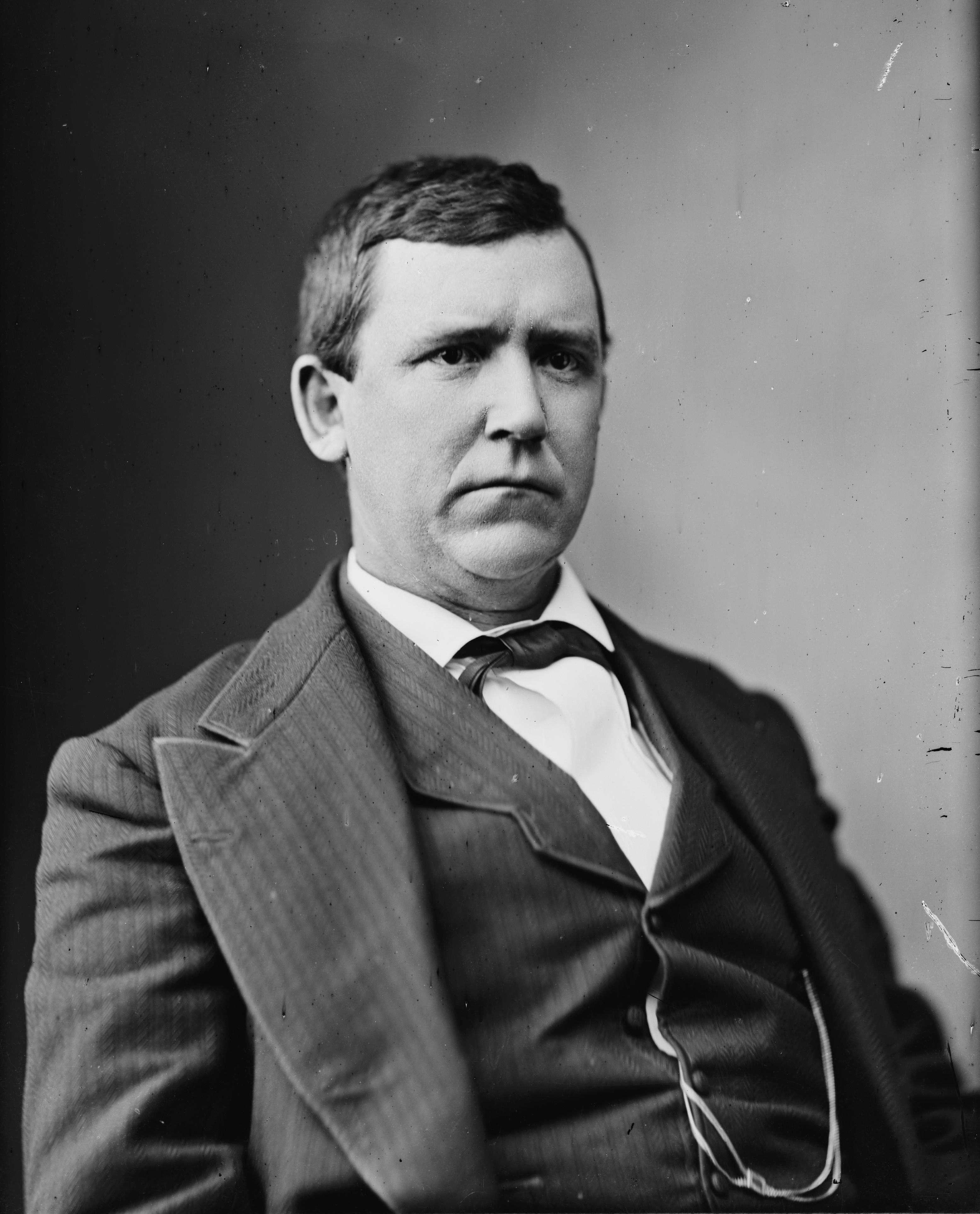
Senator Augustus H. Garland
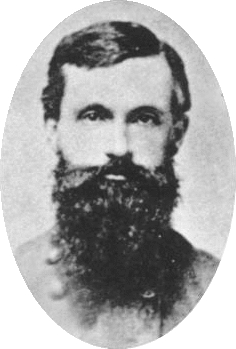
Brigadier général Daniel C. Govan
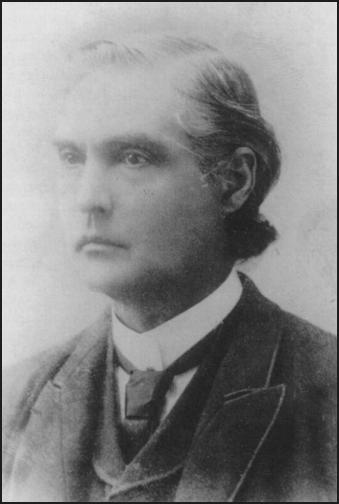
Brigadier général Alexander T. Hawthorn
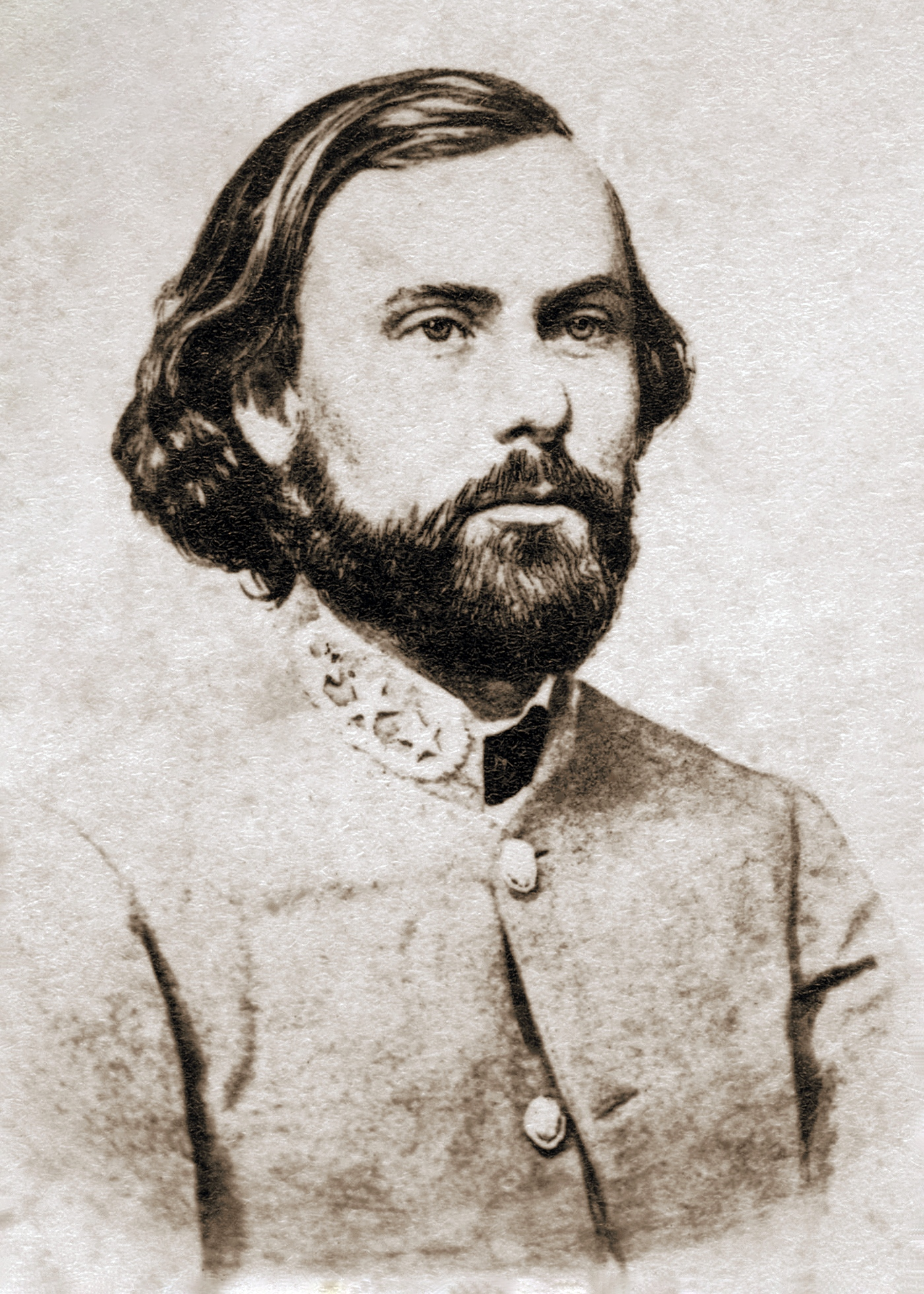
Major général Thomas C. Hindman
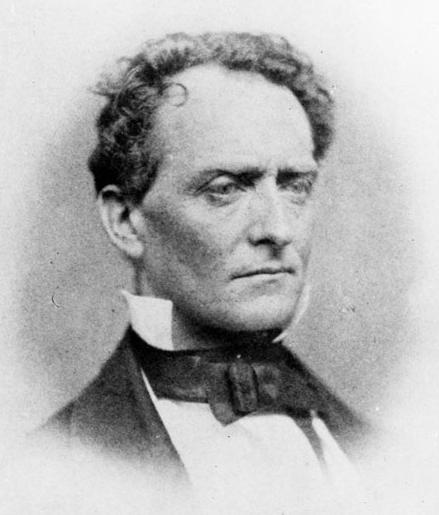
Senator Robert W. Johnson
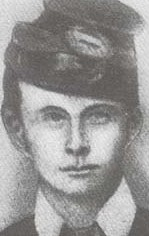
Brigadier général John H. Kelly
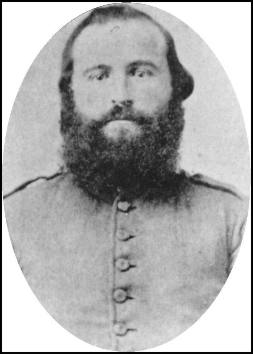
Brigadier général James M. McIntosh
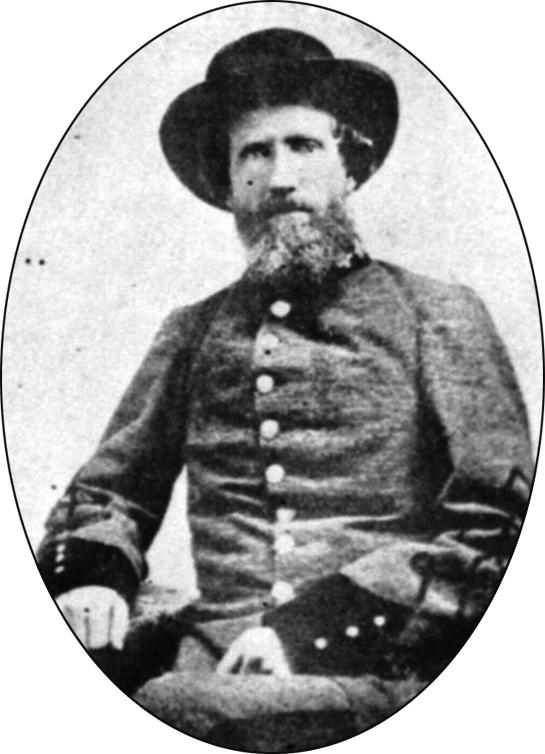
Brigadier général Evander McNair
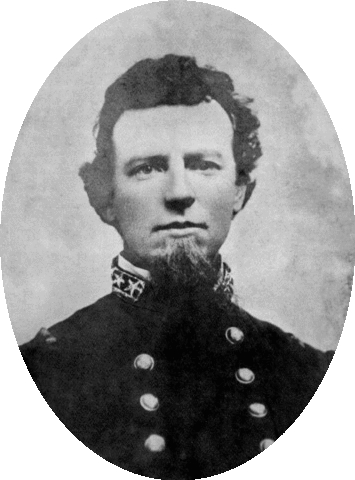
Brigadier général Dandridge McRae
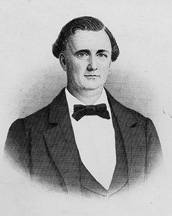
Senator Charles B. Mitchel
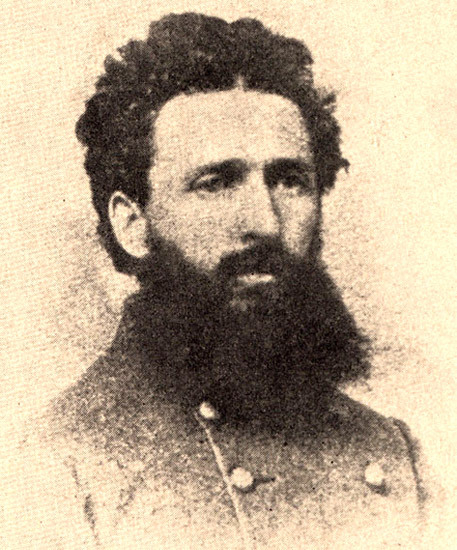
Brigadier général Nicholas B. Pearce
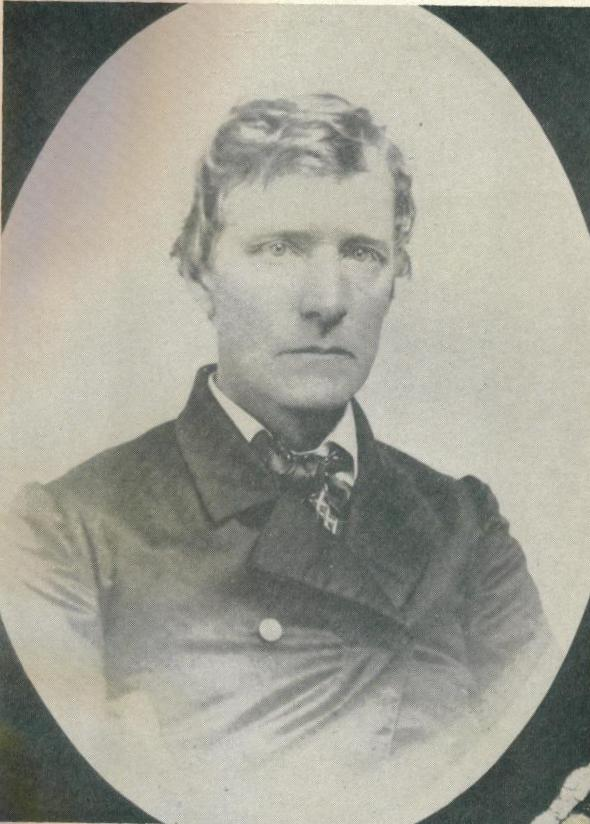
Adjutant General Gordon N. Peay
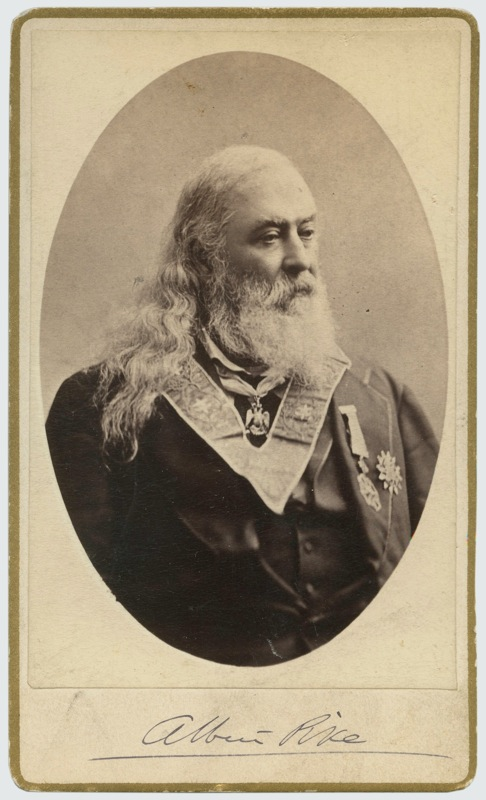
Brigadier général Albert Pike
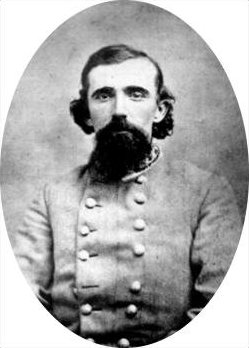
Brigadier général Lucius E. Polk
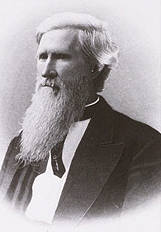
Governor Henry M. Rector
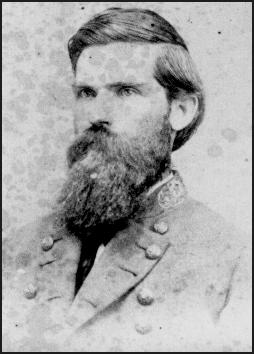
Brigadier général Daniel H. Reynolds
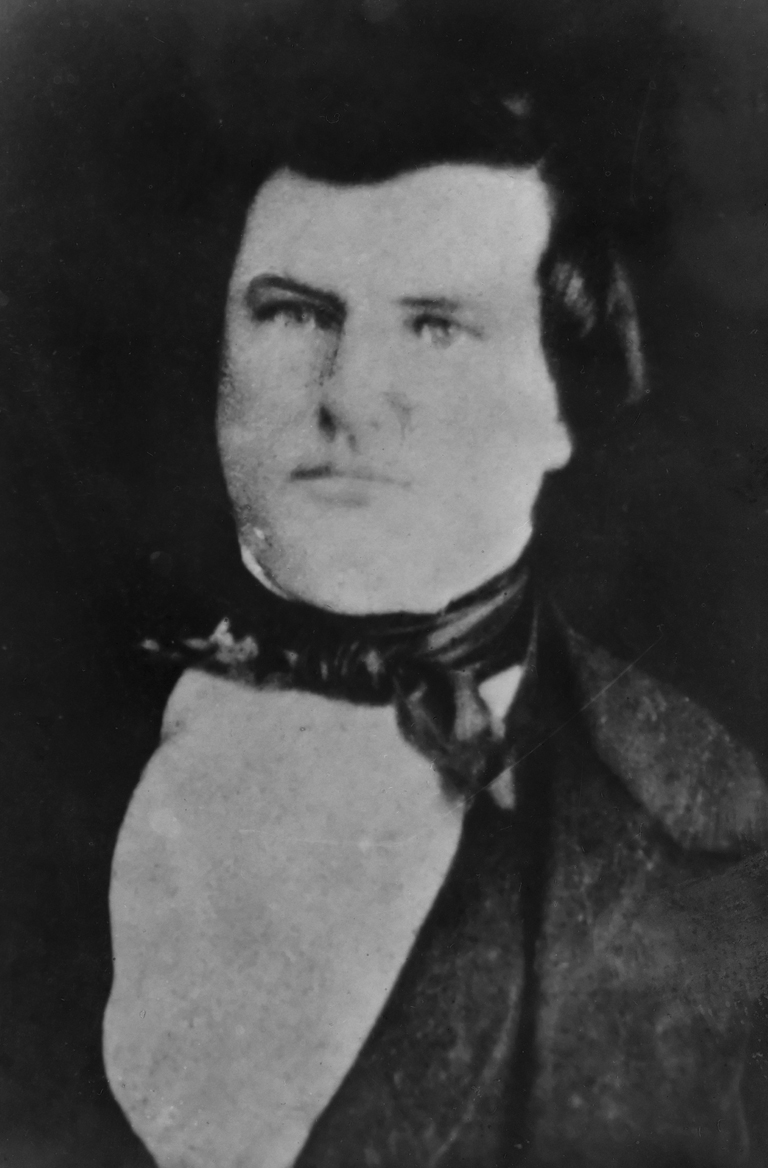
Brigadier général John S. Roane
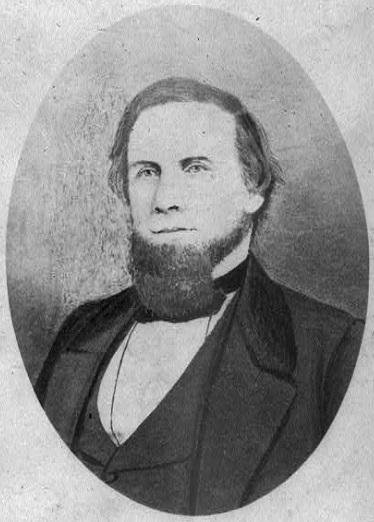
Brigadier général Albert Rust
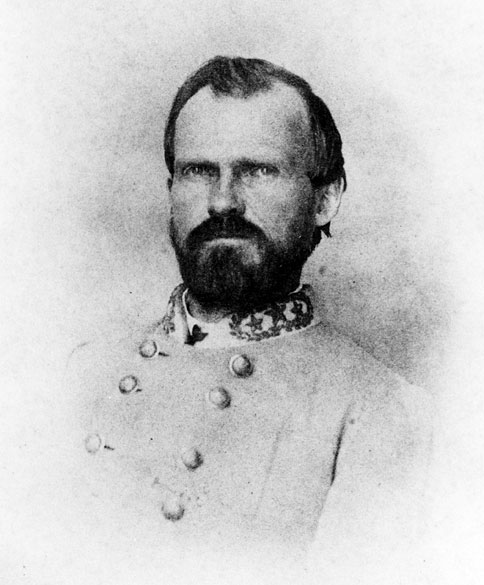
Brigadier général James C. Tappan
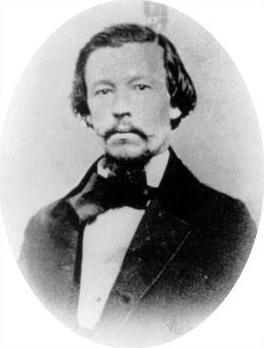
Brigadier général Lucius M. Walker